# FC Lantana Tallinn
Der FC Lantana Tallinn war zwischen 1994 und 1999 ein Fußballclub in der obersten estnischen Spielklasse (Meistriliiga).

## Vereinsgeschichte
Der FC Lantana Tallinn wurde als Nachfolgeverein des FC Nikol gegründet. Eigentümer war die russischstämmige Familie Belov.
In der Saison 1994/95 trug der Verein den Namen FC Lantana/Marlekor. Als FC Lantana Tallinn war er estnischer Fußballmeister 1996 und 1997. 1996/97 und 1997/98 unterlag er im estnischen Pokalfinale.
Heimatstadion war ab der Saison 1995/96 das Viimsi staadion im Tallinner Stadtbezirk Viimsi mit einer Kapazität von 2000 Zuschauern.
Nach schweren finanziellen Problemen wurde der vornehmlich russischsprachige Club im Jahr 2000 aufgelöst.

## Platzierungen
| Saison | Spielklasse | Endplatzierung | Tore +/- | Punkte |
| ------ | ----------- | -------------- | -------- | ------ |
| 94/95  | I           | 2              | +37      | 31     |
| 95/96  | I           | 1              | +29      | 33     |
| 96/97  | I           | 1              | +21      | 35     |
| 97/98  | I           | 4              | +3       | 19     |
| 1998   | I           | 3              | +7       | 25     |
| 1999   | I           | 6              | −21      | 27     |

## Europapokalbilanz
| Saison    | Wettbewerb                  | Runde                  | Gegner              | Gesamt | Hin        | Rück    |
| --------- | --------------------------- | ---------------------- | ------------------- | ------ | ---------- | ------- |
| 1993/94   | Europapokal der Pokalsieger | Qualifikation          | Lillestrøm SK       | 1:8    | 0:4 (H)    | 1:4 (A) |
| 1995/96   | Europapokal der Pokalsieger | Qualifikation          | DAG Liepāja         | 0:3    | 00:3 (A) 1 | 0:0 (H) |
| 1996/97   | UEFA-Pokal                  | Vorrunde               | ÍBV Vestmannaeyjar  | 2:1    | 2:1 (H)    | 0:0 (A) |
| 1996/97   | UEFA-Pokal                  | Qualifikation          | FC Aarau            | 2:4    | 0:4 (A)    | 2:0 (H) |
| 1997/98   | UEFA Champions League       | 1. Qualifikationsrunde | FC Jazz Pori        | 0:3    | 0:1 (H)    | 0:2 (A) |
| 1998/99   | Europapokal der Pokalsieger | Qualifikation          | Heart of Midlothian | 0:6    | 0:1 (H)    | 0:5 (A) |
| 1999/2000 | UEFA-Pokal                  | Qualifikation          | Torpedo Kutaissi    | 2:9    | 0:5 (H)    | 2:4 (A) |

Gesamtbilanz: 14 Spiele, 2 Siege, 2 Unentschieden, 10 Niederlagen, 7:34 Tore (Tordifferenz −27)

## Spieler
- Urmas Hepner (1994)
- Maksim Gruznov (1994–1998)
- Andrei Krasnopjorov (1995–1998, 1999)
- Pavel Londak (1997–1999)
- Artur Kotenko (1999)